# カステルビアンコ
カステルビアンコ(伊: Castelbianco)は、イタリア共和国リグーリア州サヴォーナ県にある、人口約300人の基礎自治体（コムーネ）。

## 地理

### 位置・広がり

#### 隣接コムーネ
隣接するコムーネは以下の通り。
- アルナスコ
- エルリ
- ナジーノ
- オンツォ
- ヴェンドーネ
- ズッカレッロ

### 地震分類
イタリアの地震リスク階級 (it) では、3 に分類される
。

## 行政

### 分離集落
カステルビアンコには、以下の分離集落（フラツィオーネ）がある。
- Colletta di Castelbianco, Oresine, Veravo (sede comunale), Vesallo, Teccio

## 文化・観光
分離集落の Colletta di Castelbianco は、「イタリアの最も美しい村」クラブに加盟する村である。